# Nukufetau
Nukufetau est un atoll des Tuvalu, un État-archipel d'Océanie.

## Géographie
Nukufetau est situé dans le centre des Tuvalu, au sud-ouest de l'île de Vaitupu, au sud-est de l'atoll de Nui et au nord-ouest de l'atoll-capitale de Funafuti. Il s'agit d'un atoll de forme rectangulaire dont le récif corallien supporte 33 motus.
Les différentes îles de Nukufetau sont :
- Faiava Lasi
- Fale
- Funaota
- Kongo Loto Lafanga
- Lafanga
- Matanukulaelae
- Motufetau
- Motulalo
- Motuloa
- Motuloa
- Motumua
- Niualuka
- Niuatui
- Oua
- Sakalua
- Savave
- Teafatule
- Teafuaniua
- Teafuanonu
- Teafuone
- Temotuloto
- et au moins 12 autres îles.

## Histoire

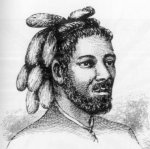
Portait d'un habitant de Nukufetau en 1831.

Nukufetau est revendiqué avant le XIXe siècle par les États-Unis avant d'être cédé aux Tuvalu dans le cadre d'un traité d'amitié signé en 1979 et entré en vigueur en 1983.

## Démographie
Les 586 habitants de Nukufetau se répartissent en deux villages se trouvant sur Motulalo et Savave.

## Politique
L'atoll est également l'une des huit circonscriptions électorales des Tuvalu, élisant deux représentants au Parlement national. Lors des élections législatives de 2010, il y eut trois candidats à ces deux sièges, dont les deux députés sortants. Le sortant Lotoala Metia reçut 399 voix, terminant deuxième et étant donc réélu. Le sortant Elisala Piita fut toutefois battu, terminant dernier avec 322 voix. Il fut remplacé au Parlement par Enele Sopoaga, qui termina premier avec 490 voix. Sopoaga, postulant pour la première fois un poste de député, avait été Ambassadeur des Tuvalu auprès de l'Organisation des Nations unies, où ses efforts pour attirer l'attention de la communauté internationale sur les effets du changement climatique aux Tuvalu avaient été très remarqués et appréciés par ses compatriotes. À la suite des élections, il fut nommé ministre des Affaires étrangères, de l'Environnement et du Travail par le nouveau Premier ministre, Maatia Toafa,,.